# Юнион (округ, Кентукки)
Ю́нион (англ. Union County) — округ в США, штате Кентукки. По состоянию на 2010 год, численность населения составляла 15 007 человек. Был основан в 1811 году.

## География
По данным Бюро переписи США, общая площадь округа равняется 941 км², из которых 894 км² суша и 47 км² или 5,04 % это водоёмы.

## Население
По данным переписи населения 2000 года в округе проживает 15 637 жителей в составе 5 710 домашних хозяйств и 4 082 семей. Плотность населения составляет 17,00 человек на км2. На территории округа насчитывается 6 234 жилых строений, при плотности застройки около 6,9 строений на км2. Расовый состав населения: белые — 85,04 %, афроамериканцы — 12,89 %, коренные американцы (индейцы) — 0,17 %, азиаты — 0,15 %, гавайцы — 0,00 %, представители других рас — 0,39 %, представители двух или более рас — 1,37 %. Испаноязычные составляли 1,56 % населения независимо от расы.
В составе 32,10 % из общего числа домашних хозяйств проживают дети в возрасте до 18 лет, 56,50 % домашних хозяйств представляют собой супружеские пары проживающие вместе, 11,40 % домашних хозяйств представляют собой одиноких женщин без супруга, 28,50 % домашних хозяйств не имеют отношения к семьям, 26,10 % домашних хозяйств состоят из одного человека, 12,40 % домашних хозяйств состоят из престарелых (65 лет и старше), проживающих в одиночестве. Средний размер домашнего хозяйства составляет 2,50 человека, и средний размер семьи 2,99 человека.
Возрастной состав округа: 25,30 % моложе 18 лет, 13,80 % от 18 до 24, 25,50 % от 25 до 44, 22,50 % от 45 до 64 и 22,50 % от 65 и старше. Средний возраст жителя округа 34 лет. На каждые 100 женщин приходится 101,80 мужчин. На каждые 100 женщин старше 18 лет приходится 99,30 мужчин.
Средний доход на домохозяйство в округе составлял 35 018 USD, на семью — 43 103 USD. Среднестатистический заработок мужчины был 30 244 USD против 20 817 USD для женщины. Доход на душу населения составлял 17 465 USD. Около 9,30 % семей и 17,70 % общего населения находились ниже черты бедности, в том числе — 18,30 % молодёжи (тех, кому ещё не исполнилось 18 лет) и 11,70 % тех, кому было уже больше 65 лет.